# Crime à l'altimètre
Pour plus de détails, voir Fiche technique et Distribution.
Crime à l'altimètre est un long métrage pour la télévision, sorti en 1996, dont le scénario et la réalisation sont de José Giovanni. Il est tourné en dans le canton du Canton du Valais, en Suisse, en particulier au château des Avenières à Cruseilles, à Champex en Suisse et à la Cabane du Glacier du Tirent (frontière Suisse, France) à 3200 mètres d'altitude.

## Synopsis
Yvan, un grimpeur, rencontre Alicia, dont il tombe amoureux, mais celle-ci est mariée à un riche homme d'affaires tyrannique. Yvan échafaude un plan faisant appel à ses talents d'alpiniste pour assassiner le mari. 

## Fiche technique
- Titre : Crime à l'altimètre
- Réalisation : José Giovanni, assisté de Patrick Meunier
- Scénario : José Giovanni
- Musique : Jean-Marie Sénia
- Dialogue : Jean-Marie Sénia
- Pays d'origine : France, Suisse, Canada, Allemagne
- Durée : 93 minutes

## Distribution
- Michel Voïta : Yvon
- Clair Ha Duong : Afoa
- Rufus : Octave
- Pascale Rocard : La juge Russel
- Gabriel Briand : Cretton
- Mikhael Dontchev : Le secrétaire
- Lucien Abbet : Lucien
- Philippe Mathey : L'inspecteur Savioz
- Frédéric Gerster : L'inspecteur Darbellay
- Roland Delez : Hubert
- Pierre-André Besson : Motard
- Philippe Rast : Motard
- Caroline Gasser : Romance
- Jean-Marc Morel : Alain
- Etienne Sallaz : Antoine
- Pierre-Antoine Hiroz : Chef randonnée
- Massimo Lorenzi : Speaker TV
- Cosette Boutet de Monvel : Gisèle
- Raphy Jacquier : Médecin légiste
- Stéphane Gillioz : Christian